# Journey into Amazing Caves (film)
Journey into Amazing Caves è un documentario del 2001 sulla speleologia, diretto da Stephen Judson, narrato in lingua originale da Liam Neeson. La colonna sonora (Journey into Amazing Caves) è composta da canzoni basate sulle musiche dei Moody Blues.